# Leiopus kharazii
Leiopus kharazii — жук из семейства усачей и подсемейства ламиин (Lamiinae). Взрослых жуков можно встретить с мая по июль.

## Описание
Жук маленьких и средних размеров, в длину достигает всего 6-10 мм.

## Распространение
Распространён в Азербайджане, Турции и на севере Ирана.

## Экология и местообитания
Жизненный цикл длится год-два. Кормовыми растениями личинки являются различные породы лиственных деревьев.